# Teorema della pizza

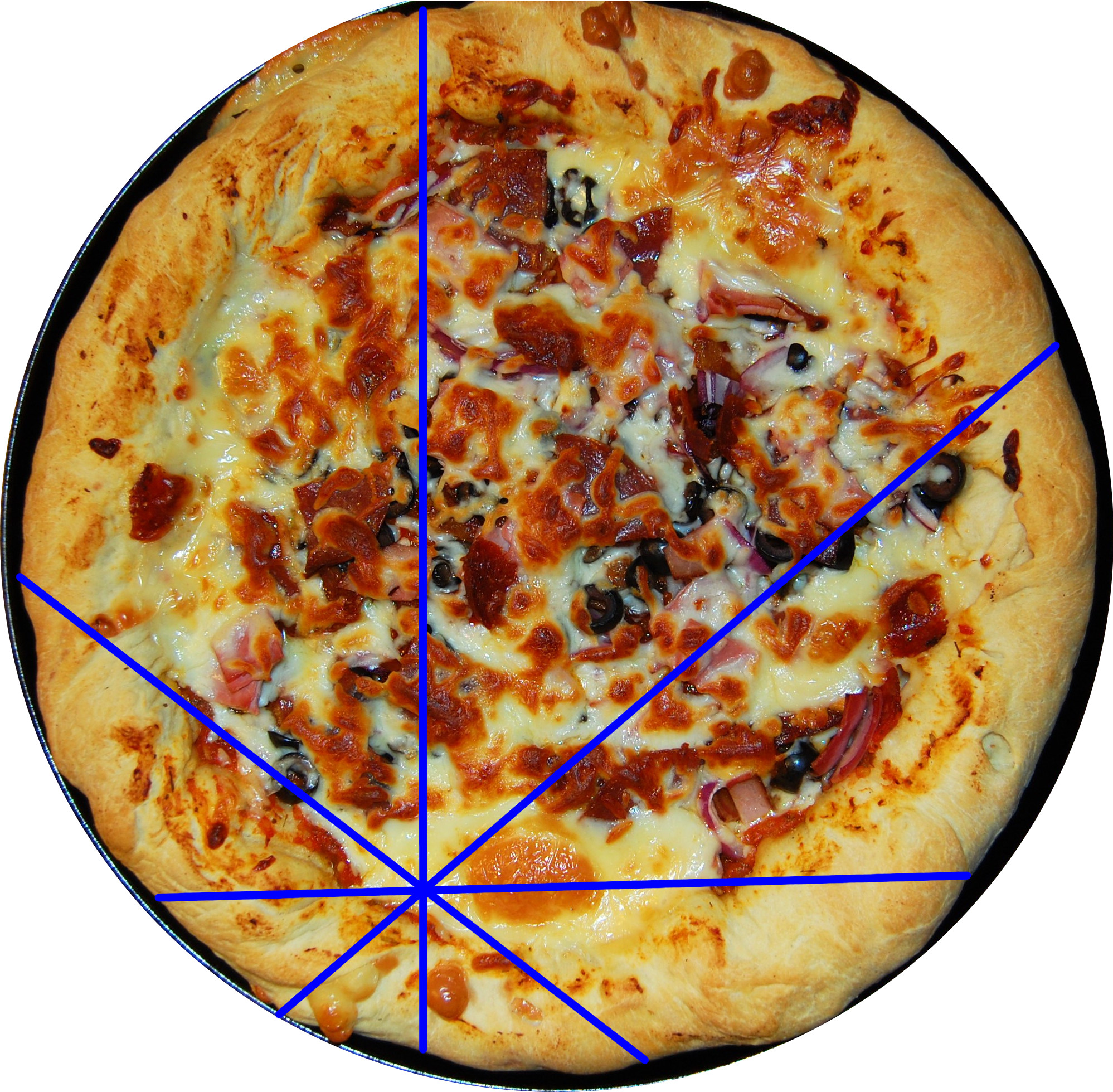
Esempio di applicazione del teorema per n = 8: tagliando la pizza lungo le linee blu e, prendendo alternativamente una fetta a testa, procedendo in senso orario o antiorario, due commensali mangiano la stessa quantità di pizza.

Il teorema della pizza è un teorema di geometria elementare che dimostra l'uguaglianza di due aree ottenute partizionando opportunamente un cerchio. Il nome del teorema deriva dal fatto che la costruzione imita il modo di tagliare la pizza.
Siano p un punto interno al disco e n un intero multiplo di quattro e maggiore o uguale ad otto. Si partiziona il disco in n settori equiangolari, costruiti tracciando una retta per p e ruotandola n/2 − 1 volte intorno a p di un angolo pari a 2π/n. Se si numerano progressivamente in senso orario o antiorario, allora la somma delle aree dei settori associati ad un numero pari è uguale alla somma delle aree dei settori associati ad un numero dispari.
Come conseguenza immediata, se due persone tagliano una pizza in 4m + 4 settori equiangolari (con m qualsiasi naturale diverso da zero), centrati in un punto qualsiasi, e si alternano prendendo una fetta a testa, percorrendo la pizza in senso orario o antiorario, entrambi ne mangeranno la stessa quantità.

## Storia

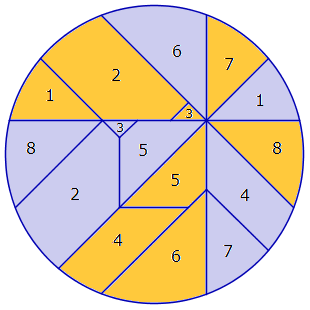
Dimostrazione senza parole di 1994a per il problema ad otto settori. I blocchi con numeri corrispondenti sono fra loro congruenti.

Il problema da cui nasce il teorema è stato proposto da L.J. Upton nel maggio 1968, pubblicato su Mathematical Magazine, e si limitava a considerare otto settori con angoli di 45°. Il testo originale era:
(Upton 1968, p. 46)
La soluzione pubblicata nella rivista, sottoposta da Michael Goldberg (Washington, D.C.), è basata sulla manipolazione algebrica delle espressioni che esprimono le aree dei settori circolari. Oltre a rispondere al quesito del problema (ovvero mostrare che la suddivisione in otto settori è equa), Goldberg evidenzia che la soluzione si generalizza al caso in cui si suddivida il disco, in maniera analoga, in 4n + 4 settori equiangolari, permettendo di dividerlo equamente in n insiemi equiestesi di settori (la formulazione generale del teorema annunciata in precedenza è una conseguenza immediata di questo risultato).
Una più elegante dimostrazione senza parole per il problema ad otto settori è stata elaborata da Larry Carter e Stan Wagon, mostrando che per ogni divisione fatta secondo le ipotesi del teorema esiste una opportuna partizione dei settori in modo che ogni blocco contenuto in un settore pari sia congruente ad un corrispondente blocco contenuto in un settore dispari. Greg Frederickson ha formulato una famiglia di dimostrazioni di questo tipo che copre tutti i casi possibili del teorema nella formulazione generale.

## Generalizzazioni
La condizione che il numero di settori sia multiplo di quattro e maggiore di quattro è necessaria: si mostra facilmente che se il numero di settori è pari a quattro il teorema non è vero in generale. Con una elegante dimostrazione che sfrutta la trascendenza di π, Don Coppersmith mostra la non validità del teorema se il numero di settori non è divisibile per quattro, senza però esplicare quale dei due insiemi sia più esteso. Rick Mabry e Paul Deiermann hanno risolto tale problema correlato, posto su Mathematical Magazine, elaborando una versione più precisa del teorema, che indica quali delle due aree sia maggiore dell'altra nel caso non sussista l'uguaglianza:
- se il numero dei settori è congruo a 2 (mod 8) e nessun taglio passa per il centro del disco, allora l'insieme di fette tra le quali è presente quella contenente il centro ha area minore dell'altro;
- se il numero dei settori è congruo a 6 (mod 8) e nessun taglio passa per il centro del disco, allora l'insieme di fette tra le quali è presente quella contenente il centro ha area maggiore dell'altro;
- se un taglio passa per il centro, la costruzione è simmetrica e i due insiemi di fette hanno la stessa area indipendentemente dal numero di settori.[10]

Nella stessa pubblicazione osservano anche che, se si definisce la crosta come il perimetro del disco oppure come una corona circolare compresa tra il perimetro ed una seconda circonferenza concentrica e di raggio minore, quando la pizza è divisa in parti uguali lo è anche la crosta. Essendo infatti equamente divise fra i due insiemi di fette le aree sia del disco maggiore sia di quello minore, lo sarà anche la loro differenza, che è appunto la crosta. Se invece la pizza è divisa in parti diverse, chi riceve più pizza riceve anche meno crosta.

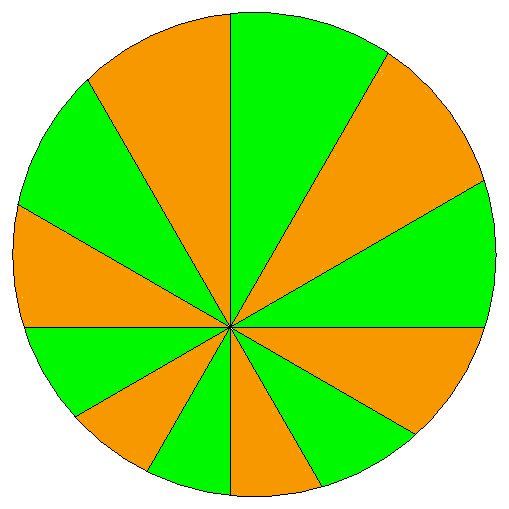
Esempio con n = 12: l'area verde è uguale all'area arancione. Inoltre, secondo hirschhorn, scegliendo opportunamente i settori è possibile dividere il disco in tre insiemi equiestesi.

Se la pizza è divisa in parti uguali lo sono anche i condimenti, se essi sono distribuiti su un disco (non necessariamente concentrico alla pizza) contenente il punto p nel quale è centrata la divisione dei settori. Inoltre, se un disco è equamente diviso secondo le condizioni del teorema (in un numero n di settori equiangolari con n multiplo di quattro e maggiore o uguale a otto) allora i settori possono essere raggruppati anche in n/4 insiemi equiestesi. Quindi, ad esempio, una pizza tagliata in dodici fette che rispettino le ipotesi del teorema potrà essere suddivisa equamente fra tre commensali, una divisa in venti fette tra cinque.

## Risultati correlati
Dal punto di vista della teoria dei giochi si può studiare la strategia di scelta delle fette in maniera tale da ottenere la maggiore quantità di pizza. A questo scopo, in una versione del problema la pizza è affettata radialmente (senza l'ipotesi dei settori equiangolari) e due commensali si alternano nel prendere una fetta a testa, purché sia adiacente ad una fetta già presa. Se i due commensali scelgono le fette in maniera da tentare entrambi di massimizzare la propria quantità di pizza presa, chi prende la prima fetta può assicurarsi i 4/9 della pizza, ed esiste una divisione della stessa tale che egli non possa prenderne di più. Un problema correlato più generale è quello dell'equa suddivisione (o del "taglio della torta"), che considera giochi simili nei quali più giocatori possono avere varie regole per misurare le porzioni prese (ad esempio, un commensale può preferire massimizzare la quantità di peperoni, mentre un altro può cercare di prendere più formaggio possibile).
Altri risultati matematici correlati al taglio della pizza coinvolgono la successione dei numeri poligonali centrali, che conta il numero di pezzi ottenuti tagliando la pizza lungo linee che non passano tutte per lo stesso punto (per le sue applicazioni al taglio dei cibi, tale successione è anche detta dell'organizzatore di banchetti pigro). Il teorema di Stone-Tukey (noto come teorema del panino al prosciutto) dimostra che per n oggetti qualsiasi in uno spazio n-dimensionale esiste un opportuno iperpiano (n−1)-dimensionale che li biseca simultaneamente: la sua applicazione al caso bidimensionale mostra che esiste sempre una retta che divide in due parti uguali due pizze oppure esiste un taglio rettilineo che divide in parti uguali sia una pizza che la sua crosta.

## Dimostrazione

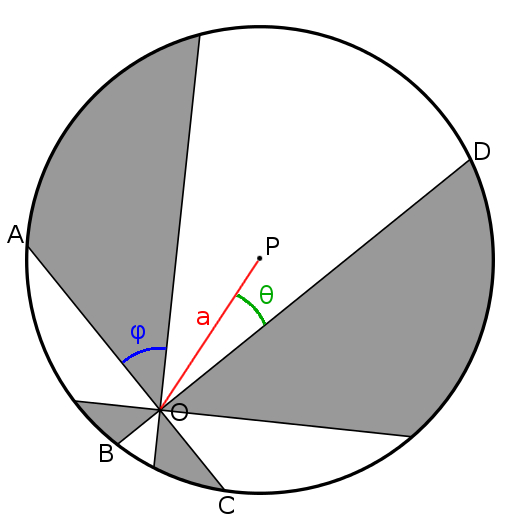
Schema della dimostrazione.

La dimostrazione che segue ricalca quella formulata da Goldberg e pubblicata come soluzione su Mathematical Magazine. Sia {\displaystyle P} il centro della circonferenza di raggio {\displaystyle r} e siano {\displaystyle AC} e {\displaystyle BD} due corde fra loro perpendicolari passanti entrambe per un punto {\displaystyle O} interno al cerchio. Sia {\displaystyle a} la distanza tra {\displaystyle P} e {\displaystyle O} e {\displaystyle \vartheta } l'angolo compreso tra {\displaystyle BD} e {\displaystyle OP}. Si dimostra algebricamente che la somma delle lunghezze al quadrato di {\displaystyle AO}, {\displaystyle BO}, {\displaystyle CO} e {\displaystyle DO} non dipende dalla scelta di {\displaystyle A} e {\displaystyle \vartheta }. Dalla trigonometria elementare si ha:
{\displaystyle {\begin{aligned}{\frac {AC}{2}}&={\sqrt {r^{2}-a^{2}\cos ^{2}{\vartheta }}}\\AO&={\sqrt {r^{2}-a^{2}\cos ^{2}{\vartheta }}}+a\sin {\vartheta }\\AO^{2}&=r^{2}-a^{2}\cos ^{2}{\vartheta }+a^{2}\sin ^{2}{\vartheta }+2a\sin {\vartheta }{\sqrt {r^{2}-a^{2}\cos ^{2}{\vartheta }}}.\end{aligned}}}
Analogamente:
{\displaystyle {\begin{aligned}CO&={\sqrt {r^{2}-a^{2}\cos ^{2}{\vartheta }}}-a\sin {\vartheta }\\CO^{2}&=r^{2}-a^{2}\cos ^{2}{\vartheta }+a^{2}\sin ^{2}{\vartheta }-2a\sin {\vartheta }{\sqrt {r^{2}-a^{2}\cos ^{2}{\vartheta }}}.\end{aligned}}}
Procedendo analogamente per la corda {\displaystyle BD} e sommando si ha:
{\displaystyle {\begin{aligned}AO^{2}&+CO^{2}=2(r^{2}-a^{2}(\cos ^{2}{\vartheta }-\sin ^{2}{\vartheta }))\\BO^{2}&+DO^{2}=2(r^{2}+a^{2}(\cos ^{2}{\vartheta }-\sin ^{2}{\vartheta }))\\AO^{2}&+BO^{2}+CO^{2}+DO^{2}=4r^{2}.\end{aligned}}}
Per cui la somma non dipende da {\displaystyle \vartheta }. L'area {\displaystyle \mathrm {d} S} spazzata dai quattro segmenti per una rotazione {\displaystyle \mathrm {d} \varphi } intorno ad {\displaystyle O} sarà quindi:
{\displaystyle \mathrm {d} S={\frac {1}{2}}(AO^{2}+BO^{2}+CO^{2}+DO^{2})\mathrm {d} \varphi }
e poiché la somma dei quadrati non dipende da {\displaystyle \varphi } si ha:
{\displaystyle S={\frac {4r^{2}\varphi }{2}}.}
Ponendo {\displaystyle \varphi ={\frac {\pi }{4}}} tale area equivale alla somma delle aree dei quattro settori pari (o dispari) considerati nel quesito ed è uguale a {\displaystyle {\frac {\pi r^{2}}{2}}}, ovvero metà dell'area del cerchio, per cui sarà uguale all'area restante, che equivale alla somma delle aree degli altri quattro settori.
La dimostrazione si generalizza partendo con {\displaystyle 2n} corde equidistanti e ruotandole ponendo {\displaystyle \varphi ={\frac {\pi }{2n}}}. In questo modo, per ogni {\displaystyle p=1,...,n} la somma delle aree dei settori in posizione {\displaystyle \{p,p+n,p+2n,...\}} equivale a {\displaystyle {\frac {\pi r^{2}}{n}}} e il disco viene diviso in {\displaystyle n} parti uguali.